# Psychoda deviata
Psychoda deviata är en tvåvingeart som beskrevs av Tonnoir 1939. Psychoda deviata ingår i släktet Psychoda och familjen fjärilsmyggor.
Artens utbredningsområde är Uganda. Inga underarter finns listade i Catalogue of Life.